# San Isidro de la Cruz Verde
San Isidro de La Cruz Verde es una comarca y barrio ubicado en el Distrito I, en el municipio de Managua, Nicaragua. Tradicionalmente rural, en los últimos años ha experimentado un proceso acelerado de urbanización e inversión pública, con mejoras en infraestructura vial y servicios básicos.

## Historia y cultura
San Isidro de La Cruz Verde es reconocida por su arraigada tradición religiosa, especialmente por la realización anual de la Judea de Semana Santa. Este evento cuenta con más de 98 años de antigüedad, y es organizado por actores de la comunidad que representan escenas de la pasión, muerte y resurrección de Jesucristo cada Viernes Santo.
Durante el terremoto de Managua de 1968, varias estructuras de la comunidad, incluida su iglesia, sufrieron daños significativos.

## Infraestructura
A partir de 2022, la zona ha sido beneficiada por el programa municipal Calles para el Pueblo, con la pavimentación de calles de tierra, construcción de cunetas y drenaje pluvial:
- En febrero de 2022 se inauguraron 17 nuevas cuadras adoquinadas, mejorando la conectividad interna.[3]

- En septiembre de 2024 se completaron 11 cuadras más, elevando al 70 % la cobertura de calles mejoradas.[4]

También se han realizado obras de drenaje pluvial para prevenir inundaciones durante el invierno.

## Transporte
La comarca está conectada al centro de Managua por medio de la línea SIS del transporte urbano colectivo, que recorre desde el Mercado Oriental hasta la terminal de San Isidro.
Asimismo, San Isidro se encuentra cerca del acceso a importantes vías como la ruta departamental NN-164.